# هان سانگ جین
هان سانگ جین (انگلیسی: Han Sang-jin؛ زادهٔ ۱۷ ژانویهٔ ۱۹۷۸) بازیگر اهل کره جنوبی است. وی از سال ۱۹۹۷ میلادی تاکنون مشغول فعالیت بوده است.
از فیلم‌ها یا برنامه‌های تلویزیونی که وی در آن نقش داشته است، می‌توان به پشت برج سفید (۲۰۰۷)، ایسان (۲۰۰۷)، پسران بسیار عالی من (۲۰۰۹) و دکتر اسب (2012) اشاره کرد.